# Trimerotropis huroniana
Trimerotropis huroniana är en insektsart som beskrevs av Walker, E.M. 1902. Trimerotropis huroniana ingår i släktet Trimerotropis och familjen gräshoppor. Inga underarter finns listade i Catalogue of Life.